# Adriano Malori
Adriano Malori (ur. 28 stycznia 1988 w Parmie) – włoski kolarz szosowy, zawodnik profesjonalnej grupy Movistar Team. W 2017 roku zakończył sportową karierę.
Był specjalistą jazdy indywidualnej na czas. Wicemistrz świata w 2015 roku, mistrz świata do lat 23 w 2008 roku oraz trzykrotny mistrz Włoch w tej specjalności. Uczestnik Wielkich Tourów, w tym czterokrotny uczestnik Tour de France (2010, 2011, 2013, 2015), w którym to wyścigu w 2010 roku zajął ostatnie miejsce w klasyfikacji generalnej (Lanternes Rouge).

## Najważniejsze osiągnięcia
2008
- 1. miejsce w mistrzostwach świata (do lat 23, jazda ind. na czas)

2011
- 1. miejsce w mistrzostwach Włoch (ITT)
- 5. miejsce w Settimana Internazionale di Coppi e Bartali
  - 1. miejsce na 4. etapie

2012
- 10. miejsce w mistrzostwach świata (ITT)

2013
- 1. miejsce na 4. etapie (ITT) Settimana Internazionale di Coppi e Bartali
- 1. miejsce w Bayern Rundfahrt
  - 1. miejsce na 4. etapie (ITT)
- 3. miejsce w mistrzostwach Włoch (ITT)

2014
- 1. miejsce na 7. etapie (ITT) Tirreno-Adriático
- 1. miejsce w mistrzostwach Włoch (ITT)
- 1. miejsce na 21. etapie (ITT)  Vuelta a España

2015
- 1. miejsce na 1. etapie (ITT) Tirreno-Adriático
- 1. miejsce w mistrzostwach Włoch (ITT)
- 2. miejsce w mistrzostwach świata (jazda ind. na czas)
- 3. miejsce w mistrzostwach świata (jazda drużynowa na czas)